# Giłujsze
Giłujsze (dodatkowa nazwa w j. litewskim Giluišiai) – wieś w Polsce położona w województwie podlaskim, w powiecie sejneńskim, w gminie Puńsk. Leży nad granicą z Litwą.
| SIMC    | Nazwa        | Rodzaj    |
| ------- | ------------ | --------- |
| 1011780 | Trompoliszki | część wsi |

Według Pierwszego Powszechnego Spisu Ludności z 1921 roku wieś Giłujsze liczyła 9 domów i 46 mieszkańców (22 kobiety i 24 mężczyzn). Wszyscy mieszkańcy miejscowości zadeklarowali wówczas wyznanie rzymskokatolickie oraz narodowość litewską. W okresie dwudziestolecia międzywojennego Giłujsze znajdowały się w gminie Andrzejewo.
W latach 1975–1998 miejscowość administracyjnie należała do województwa suwalskiego.